# 姆西达圣约瑟夫足球俱乐部
姆西达圣约瑟夫足球俱乐部（英語：Msida Saint Joseph Football Club），是马耳他的足球俱乐部，位于姆西達。球队创建于1906年，现今参加马耳他全国业余联赛。球队的队色为红色和白色。

## 球队荣誉
- 马耳他杯 亚军
  - 1910-11, 2004-05
- 马耳他足球超级联赛 争冠组 
  - 2005-06
- 马耳他甲级联赛 冠军
  - 2002-03
- 马耳他甲B联赛 亚军
  - 1938-39
- 马耳他乙级联赛 冠军
  - 1929-30, 1966-67, 2001-02
- 马耳他乙级联赛 亚军
  - 1936-37, 1968-69, 1974-75, 1979-80
- 马耳他乙级联赛 淘汰赛冠军
  - 1968-69, 1974-75
- 马耳他乙马耳他之子杯 冠军
  - 1975-76
- 马耳他乙马耳他之子杯 亚军
  - 1967-68, 1969-70, 1980-81
- 马耳他丙级联赛 冠军
  - 1935-36, 1965-66, 2000-01
- 马耳他丙级联赛 阶段冠军
  - 1944-45, 1947-48, 1963-64, 1965-66
- 马耳他丙级联赛 淘汰赛亚军
  - 1964-65
- 马耳他丁级联赛 冠军
  - 1934-35
- 业余杯 冠军
  - 1935-36